# Zhangcun (sockenhuvudort i Kina, Jiangxi Sheng, lat 28,76, long 117,56)
Zhangcun (kinesiska: 张村) är en sockenhuvudort i Kina. Den ligger i provinsen Jiangxi, i den sydöstra delen av landet, omkring 160 kilometer öster om provinshuvudstaden Nanchang. Antalet invånare är 19 491. Befolkningen består av 9 356 kvinnor och 10 135 män. Barn under 15 år utgör 26,0 %, vuxna 15-64 år 65 %, och äldre över 65 år 8,0 %.
Runt Zhangcun är det ganska tätbefolkat, med 230 invånare per kvadratkilometer. Zhangcun är det största samhället i trakten. I omgivningarna runt Zhangcun växer i huvudsak blandskog.
Genomsnittlig årsnederbörd är 2 757 millimeter. Den regnigaste månaden är juni, med i genomsnitt 493 mm nederbörd, och den torraste är oktober, med 41 mm nederbörd.